# Roger Lecomte
Pour les articles homonymes, voir Lecomte.
Roger Lecomte (né en 1951) est un physicien canadien et professeur universitaire reconnu pour ses contributions exceptionnelles dans le domaine de l'imagerie médicale. Avec une carrière s'étendant sur près de quatre décennies, le travail révolutionnaire de Lecomte dans le domaine de l'imagerie clinique et préclinique a laissé une empreinte indélébile sur le monde de la recherche scientifique et de l'innovation.

## Biographie

### Jeunesse et Éducation
Né au Québec, Canada, le parcours académique de Lecomte a été marqué par une fascination précoce pour la physique. Il a poursuivi ses études supérieures à l'Université de Montréal, où il a obtenu un baccalauréat en sciences avec une spécialisation en biophysique. Cette éducation fondamentale a suscité sa passion pour l'exploration scientifique.
Lecomte a poursuivi son parcours académique avec une maîtrise en physique appliquée de la même institution. Ses recherches pendant cette période portaient sur l'analyse des éléments en traces en utilisant l'émission de rayons X induite par particules chargées (PIXE), démontrant sa propension à l'investigation scientifique de pointe.

### Innovations en imagerie médicale
Les contributions capitales de Lecomte dans le domaine de l'imagerie médicale ont solidifié sa réputation de pionnier. En tant que professeur à la Faculté de médecine et des sciences de la santé de l'Université de Sherbrooke depuis près de quatre décennies, il a dirigé des avancées en imagerie nucléaire qui ont transformé le paysage médical.
L'esprit inventif de Lecomte a conduit au développement de brevets et d'inventions cruciaux qui sous-tendent les technologies d'imagerie utilisées dans les hôpitaux du monde entier. Son travail a eu un impact significatif sur la manière dont les tomodensitogrammes (CT) et les tomographies par émission de positons (TEP) sont réalisés, de nombreuses techniques tirant parti des fondations établies par ses brevets minutieusement élaborés.

### Carrière en Chiffres
Quantifier l'impact de Lecomte révèle l'étendue de son influence :
- Financement en tant qu'Investigateur Principal et Co-Investigateur : 38 805 621 $
- Articles scientifiques publiés : 463 (270 avec comité de pairs + 193 sans comités de pairs) + 4 chapitres de livres
- Conférences sur invitation : 177
- Communications nationales et internationales : 747
- Brevets obtenus : 21
- Étudiants gradués supervisés : 92
- Prix et distinctions gagnés le Pr. Lecomte: 22 et son équipe : 155
- Licences commerciales et partenariats industriels : 53[2]

### Reconnaissance et Impact
L'impact de Roger Lecomte sur l'imagerie médicale va au-delà de la recherche et de l'innovation. Son héritage englobe les esprits des milliers d'étudiants qu'il a enseignés et encadrés tout au long de sa carrière. En tant que pionnier et visionnaire, il a façonné le cours des diagnostics et de l'imagerie médicale, confirmant sa place en tant que figure éminente dans le domaine de la science et de la technologie.

## Un nouveau scanner révolutionnaire
Le projet le plus récent du Pr. Roger Lecomte et du Pr. Réjean Fontaine est un scanner TEP à Ultra-Haute Résolution (UHR) dédié à l’imagerie du cerveau. Ce nouvel appareil repousse les limites : il est de 2 à 4 fois plus précis que tous les scanners TEP disponibles sur le marché. Puisqu’avec des scanners ont obtient des images en 3 dimensions, cela représente donc de 8 à 86 fois plus d’informations collectées : une vraie révolution dans le domaine qui permet de voir pour la première fois des structures cérébrales clées.  
La technologie de détection LabPETII utilisée par le scanner UHR est le résultat de travaux de recherche menés en collaborations avec une douzaine d’entreprises et organisations canadiennes et sur laquelle plus de 300 personnes ont travaillé et apporté leur contribution au fil des années.

## Éducation
Après avoir obtenu son baccalauréat en physique (biophysique) à l'Université de Montréal de 1971 à 1974, il a poursuivi ses études avec une maîtrise en physique appliquée, se spécialisant dans l'analyse d'éléments en traces par rayons-X induits à l'aide de faisceaux de particules chargées (PIXE), de 1974 à 1977. Ses études doctorales ont ensuite suivi à l'Université de Montréal, de 1977 à 1981, où il a obtenu son doctorat en physique nucléaire. Sa thèse, intitulée "Étude de la déformation des noyaux doublement pairs de la région N=34-48 par excitation coulombienne," a démontré son expertise dans l'investigation de la forme des noyaux à double paire par excitation coulombienne. Sa formation a culminé avec un postdoctorat en médecine nucléaire à l'Université de Sherbrooke de 1981 à 1983, où il a contribué de manière significative aux avancées en imagerie médicale.

## Prix et distinctions
En octobre 2009, Lecomte a reçu le Prix Joseph-Armand-Bombardier pour ses recherches en imagerie médicale : « Avec son équipe du département de médecine nucléaire et radiobiologie de l'Université de Sherbrooke, [il] a révolutionné l'imagerie médicale ».

### Prix
- 2022 : IEEE Glenn F. Knoll Radiation Instrumentation Outstanding Achievement Award. Institute of Electrical and Electronic Engineers (IEEE).
- 2019 : Prix Acfas Jacques-Rousseau de multidisciplinarité / Acfas Jacques-Rousseau Award of Multidisciplinarity. Association francophone pour le savoir (Acfas).
- 2016 : IEEE Nuclear & Plasma Sciences CANPS Award. Institute of Electrical and Electronic Engineers (IEEE).
- 2014 : Prix Michel-Sarrazin Award, Club de recherches cliniques du Québec. Club de recherches cliniques du Québec.
- 2014 : Prix d'excellence du conseil d'administration du CHUS 2014, Catégorie Carrière. Centre Hospitalier Univ. de Sherbrooke.
- 2013 : Prix scientifique du Québec Lionel-Boulet 2013 / 2013 Lionel-Boulet Quebec Scientific Award. Gouvernement du Québec.
- 2012 : Prix de distinction David E. Mitchell 2012 pour le développement du scanner LabPET / David E. Mitchell Award of Distinction 2012 for Development of LabPET scanner (w/ R Fontaine). Fondation des Prix d'innovation Ernest C. Manning Awards Foundation.
- 2009 : Prix ACFAS - J.-Armand-Bombardier 2009 Innovation technologique, Association francophone pour le savoir. Association francophone pour le savoir (Acfas).
- 2005 : Prix d'excellence à la recherche médicale RBC/CRC 2005. Centre Hospitalier Univ. de Sherbrooke.
- 2005 : Prix Étienne-Le Bel Award - Pour l’avancement de la science, la qualité des recherches et le rayonnement international / For Progress in Science, Quality of Research and International Recognition. Université de Sherbrooke.

### Distinctions
- 2013 : IEEE Senior Grade, Institute of Electrical and Electronics Engineers (IEEE), États-Unis/USA. Institute of Electrical and Electronics Engineers (IEEE).
- 2012 : Finaliste du Québec Prix Ernest C. Manning Awards Finalist for Quebec - Développement du scanner LabPET / Development of LabPET scanner. ADRIQ & CRSNG/NSERC.
- 2011 : Prix du Doyen au Gala du Mérite Dean's Award - Production de/of Tc-99m par/by cyclotron. Université de Sherbrooke. (Distinction).
- 2011 : Célébrons le partenariat - Catégorie Science de la vie (w/ R Fontaine & Gamma Medica), ADRIQ & CRSNG/NSERC. Conseil de recherches en sciences naturelles et en génie (CRSNG).
- 2010 : Prix d'excellence de groupe, catégorie Rayonnement, Équipe Cyclotron. Centre Hospitalier Univ. de Sherbrooke. (Distinction).
- 2008 : Outstanding Senior Research Award (avec/with R. Fontaine), Société canadienne d'ingénierie médicale & biologique / Canadian Medical & Biological Engineering Society. Soc. canadienne d'ingénierie médicale & biologique / Canadian Medical & Biological Engineering Soc.
- 2006 : Microelectronics Integration Award (avec/with R Fontaine); Canadian Microelectronics Corporation. Société canadienne de microélectronique / Canadian Microelectronics Corporation.